# THX 1138
THX 1138 je sci-fi film režiséra George Lucase z roku 1971, pojednávající o chmurné budoucnosti lidstva. Je rozvinutím jeho studentského, 15 minut dlouhého snímku, který Lucas natočil v roce 1967 na Jihokalifornské univerzitě pod názvem Electronic Labyrinth: THX 1138 4EB. V roce 2004 George Lucas vydal novou verzi svého snímku, doplněnou o současné filmové efekty.

## Herecké obsazení
| Robert Duvall    | THX 1138 |
| Donald Pleasence | SEN 5241 |
| Maggie McOmie    | LUH 3417 |

## Děj
Děj filmu se odehrává ve 25. století. Lidé (není zřejmé, zda to platí o všech lidech ani jak je lidstvo velké) žijí pod povrchem země v podzemním městě. Jejich společnost je silně účelová bez prostoru pro osobní zájmy a iniciativu jedince. Panuje snaha, aby všichni byli stejní, čehož projevem je, že všichni nosí stejné bílé oděvy, hlavu mají hladce vyholenou a místo jmen mají číselné označení doprovázené písmennou předponou. Také prostředí je technicky sterilní, holé stěny, nevýrazné barvy, žádné ozdobné prvky pro odpočinutí oka a mysli. Odlidštění je ve filmu posíleno hojným užíváním neosobních hlášení, proložených spoustou technických výrazů. Lidský život nemá velkou cenu, smrtelné pracovní úrazy jsou brány téměř s lhostejností. Vše je plánováno a řízeno, všechny veřejné a soukromé prostory jsou sledované kamerami, u obrazovek pak nepřetržitě sedí dohledová služba, která hlídá jakékoli odchylky od normálu a dbá na dodržování zákonů. Jedním z nejdůležitějších je povinnost pravidelně přijímat sedativa (důvod jejich přijímání ani původ toho není vysvětlen), jejich odmítnutí je trestný čin. Společnost vyznává jakési náboženství uctívající postavu Omma, které vyzývá k práci pro celek a k hojnému utrácení kreditů (sloužících místo peněz). Lidé spolu žijí v párech, které jsou však dávány dohromady volbou počítače, a nemají v těchto párech k sobě citové vazby.
Hlavní postavou je THX 1138, který pracuje jako dělník při údržbě a stavbě robotických strážců fungujících jako policisté (fungují na jaderný pohon, který je příčinou občasných těžkých havárií). Jeho spolubydlící, LUH 3417 (žena), z nějakého důvodu (který není vysvětlen) přestane brát povinná sedativa a pozná, jak ubíjející a chudý je život v jejich společnosti. Protože se najednou cítí osamocena, nikam nepatřící, snaží se od vlivu sedativ osvobodit i THX 1138 a proto mu tajně zaměňuje sedativa za povzbuzující látky. THX 1138 začne cítit neklid, má výkyvy v práci, které si nedokáže vysvětlit, snaží se nalézt pomoc v jedné z mnoho mechanických zpovědnic, kde se mu však dostane jen předem nahraných obecných rad. V krátké době pochopí, že k němu LUH 3417 něco cítí a že k ní cítí něco i on sám. „Dopustí se“ i pohlavního styku, ačkoli taková sexuální aktivita je nezákonná. Záznamu o tomto činu si však všimne dozorce SEN 5241 a chce se k THX 1138 přestěhovat jako jeho spolubydlící (není vysvětleno, proč zrovna k němu, jeho spolubydlící nicméně zemřel v práci). Protože velmi dobře rozumí počítačům, podaří se mu obejít přidělovací program (což je nezákonné) a LUH 3417 je přemístěna jako spolubydlící do jiného obývacího prostoru.
THX 1138 se však nechce s odchodem LUH 3417 smířit, protože ji již miluje, a proto jednoho dne cestou do práce SENa 5241 udá (prostřednictví schránky). Týž den se vlivem náročného úkolu téměř zhroutí a při okamžité zdravotní kontrole (zaměstnanci jsou při práci stále napojeni na čidla) se zjistí, že v jeho těle je menší než dovolené množství sedativ. THX 1138 je okamžitě zatčen a postaven před soud. Obžaloba požaduje jeho smrt, soud nakonec rozhodne, že bude použit jako (nedobrovolný) dárce orgánů. THX je umístěn do zadržovacího prostoru, kde je jeho vědomí otupeno mučením ze strany robotických strážců. Na krátko se setká s LUH 3417, která je také zatčena, a ta mu sdělí, že s ním čeká dítě. Vzápětí jsou však opět rozděleni. THX 1138 podstoupí lékařské vyšetření a je umístěn do jiného zadržovacího prostoru, kde jsou i další vězni. Tam se znovu setká se SENem 5241 (zatčeným za nezákonnou manipulaci s počítačem). Zadržovací prostor je vyplněn silným bílým světlem, není možné vidět dál než na několik kroků a vězni proto neutíkají, protože se bojí neznáma a toho, že by mohli v bílém světle zabloudit a ocitnout se tak bez potravy. SEN 5241 nabízí THX 1138 útěk, ten se po jistém váhání pro něj rozhodne, protože touží opět spatřit LUH 3417. Oběma prchajícím se zakrátko podaří zabloudit, potkají však jiného vězně, SRT (černocha, obyvatelé podzemního města jsou jinak bílí), který jim ukáže cestu ven.
Prchající vězni se bez obtíží dostanou z oblasti bílého světla do veřejných prostor, kde se ve zmatku SEN 5241 od obou ostatních oddělí. Jejich únik ze zadržovacího prostoru je brzy odhalen a je po nich vyhlášeno pátrání. SEN 5241 jistou dobu bloudí nazdařbůh městem a po čase se začne cítit osamělý, zmatený a vystrašený. Stále více má pocit, že byl lepší bezpečný život, který žil, než současná svoboda, v níž se musí postarat o sebe sám. Proto rezignuje na myšlenku útěku a nebrání se, když jej strážníci najdou a zadrží. Naproti tomu THX 1138 a SRT (který si o sobě myslí, že je hologram elektricky generovaný Úřadem fantazie (to mu však bylo vsugerováno, ve skutečnosti je hercem v holografické televizi)) pokračují v útěku. Před strážníky se uchýlí do jedné z řídících místností veřejného dozoru. THX 1138 využije přítomnosti počítačového terminálu a dotáže se, kde se nachází LUH 3417. Od počítače dostane odpověď, že LUH 3417 byla popravena, její tělo využito pro náhradní orgány, její plod byl z těla vyňat a umístěn do zkumavky (nádoby s kapalinou). I z řídící místnosti musí oba před strážníky uprchnout a ocitnou se na parkovišti, kde se snaží ukrást automobily. Technicky nezkušený SRT sice nastartuje automobil, ale vzápětí narazí do sloupu, automobil zničí a sám zahyne. THX 1138 tak prchá sám. Automobilem ujíždí po podzemní dálnici směrem k okraji města, pronásledován strážníky na motocyklech. Nakonec dojede na konec tunelu, kde dělníci rozšiřují plochu města a kde je výstup na povrch. Zde se hlavní hrdina setká s obyvateli "vnějšího pláště", jak jim strážnci říkají - jde o jakési zmutované opice, podobné člověku, mezi nimi je také jeden lidský lilipután (kontakt s těmito bytostmi je velmi krátký). THX 1138 výstupem začne šplhat nahoru, pronásledován jedním strážníkem. Během tohoto výstupu oznámí finanční oddělení, hlídající celou dobu nákladovou stránku pátrání, že rozpočet na pronásledování uprchlých vězňů byl překročen a případ musí být ukončen. Pronásledující strážník ještě naposledy vyzve THX 1138 k návratu a potom se sám vrací. THX 1138 pokračuje ve šplhání a nakonec vyleze až zcela nahoru a stane na zemském povrchu. Tím film končí.

### Smysl příběhu
Ve filmu není mnohé vysvětleno, takže je spousta místa pro různé výklady. V zásadě film zobrazuje odlidštěnou společnost, která má sloužit zájmům svých členů, ale vlastně z nich dělá mechanické mravence téměř bez vlastního vědomí. Dva (tři) jedinci pochopí podstatu této společnosti a snaží se z ní uniknout a začít jiný život. Společnost však nemůže dopustit, aby v ní žijící jedinci pochybovali o jejím uspořádání, neboť by mohlo dojít ke společenským otřesům, na které by společnost doplatila svou existencí. Proto musí být jedinci, kteří se z ní vymknou, odstraněni. Ve filmu zobrazená společnost je zcela jednolitá a tak z něj není zřejmé, zda existuje nějaká skupina, která společnosti vládne a které je známa podstata jejího fungování. Příběh THX 1138 a LUH 3417 je některými připodobňován k příběhu Adama a Evy: Eva (LUH 3417) dosáhne prozření (přestane brát léky) a nabídne jej i Adamovi (THX 1138). Oba pak zjistí, že jsou nazí (milují se, doslova i přeneseně), jsou odhaleni a potrestáni (zatčeni a odsouzeni k využití) a vyhnáni z ráje (opuštění města, v němž dosud žili a které jim zajišťovalo obživu). Také poslední scéna, v níž se THX 1138 staví na povrch země a jeho silueta vyniká ve velkém červeném kotouči zapadajícího slunce, může mít několik výkladů. THX 1138 se neumí živit vlastními silami, proto jeho další osud po opuštění podzemního města záleží na tom, co a koho najde na povrchu. Pokud na povrchu žijí i jiní lidé, může přežít. V tom případě dává film naději, že od zotročující společnosti je možné se osvobodit. Pokud však na povrchu žádní lidé nejsou, i v případě příznivých přírodních podmínek a dostatku potravy je případný uprchlík odsouzen ke ztrátě svého lidství. Potom musíme připustit, že společnost, jakkoli je špatná, nemůže jedinec opustit. Někteří uvažují i o tom, že LUH 3417 je do společnosti umístěna z vnějšku a má zahájit (nejen ona, ale i další jí podobné) změny, kterých zakonzervovaná společnost sama není schopna.[zdroj?]